# Sint-Jan-de-Doperkerk (Malo)
De Sint-Jan-de-Doperkerk (Frans: Église Saint-Jean Baptiste) is een parochiekerk in de plaats Malo, gelegen aan het Place Roger Pringent/Avenue de la Libération, in de gemeente Duinkerke in het Franse Noorderdepartement.

## Geschiedenis
Oorspronkelijk stond hier een kapel van de recollecten, van 1772. In 1803 werd dit een parochiekerk die de 'kleine kerk' werd genoemd. In 1922 woedde er een brand. In 1945 werd de Sint-Jan-de-Doperkerk, niet meer voor de eredienst opengesteld. In 1948 werd een nieuwe parochie, gewijd aan Jeanne d'Arc, opgericht die in een noodkerk kerkte. De oude Sint-Jan-de-Doperkerk werd in 1957 gesloopt, vanwege een stedenbouwkundig plan. In 1958 werd de Jeanne d'Arc-parochie parochie omgedoopt in Sint-Jan-de-Doperparochie. Een nieuwe kerk werd gebouwd in 1961-1962 naar ontwerp van Jean Roussel. De daarbij behorende klokkentoren werd in 1983 gesloopt en een nieuwe toren werd in 1987-1988 gebouwd, naar ontwerp van Bruno Roussel, Dominique Bail en Eric Stroobandt.

## Gebouw
Het betreft een zaalkerk, gebouwd in de stijl van het naoorlogs modernisme en uitgevoerd in de vorm van een scheepsboeg. De hoge wanden zijn van baksteen en het skelet is van gewapend beton.
De kerk bezit enkele 18e-eeuwse beelden en andere voorwerpen.